# NGC 1461
NGC 1461 este o galaxie lenticulară situată în constelația Eridanul. A fost descoperită în 6 octombrie 1785 de către William Herschel. Se află la o distanță de 19,49 megaparseci de Pământ.